# Urechinidae
De Urechinidae zijn een familie van zee-egels (Echinoidea) uit de orde Holasteroida.

## Geslachten
- Antrechinus Mooi & David, 1996
- Cystechinus A. Agassiz, 1879
- Pilematechinus A. Agassiz, 1904
- Urechinus A. Agassiz, 1879